# اندازه گیری ترافیک(مخابرات)
اندازه‌گیری ترافیک در یک شبکه به مدیران و تحلیلگران شبکه اجازه می‌دهد تا هم تصمیمات روزانه در مورد عملیات بگیرند و هم برای توسعه‌های بلندمدت برنامه‌ریزی کنند. اندازه‌گیری ترافیک در بسیاری از فعالیت‌های اساسی  مورد استفاده قرار می گیرد. مانند:
- شناسایی الگوها و روندهای ترافیکی
- محاسبه شدت ترافیک در یک مدار یا گروه خاص
- پایش سرویس
- ابعاد و مدیریت شبکه
- محاسبه تعرفه ها
- انجام پیش بینی
- ابعاد و مدیریت شبکه SS7
- بررسی عملکرد شبکه سیگنالینگ کانال مشترک

بخش‌های زیر به برخی از سؤالات اساسی در مورد اندازه‌گیری ترافیک پاسخ خواهند داد، مانند: چه چیزی باید اندازه‌گیری شود. چه زمانی باید اندازه گیری شود؛ چه مفروضاتی ساخته می شود؛ و چه خطاهایی ممکن است رخ دهد؟

## چه زمانی ترافیک باید اندازه گیری شود؟
اندازه‌گیری‌های ترافیک به طور مداوم صورت می‌گیرد و نتایج آن به گزارش‌ها برای مدیریت ترکیب می‌شود که در تصمیم‌گیری‌های مدیریتی در مقیاس‌های زمانی مختلف استفاده می‌شود. اندازه‌گیری‌هایی که هر چند دقیقه یکبار انجام می‌شود برای مدیریت شبکه و مسیریابی موقت استفاده می‌شود، اندازه‌گیری‌هایی که هر چند ساعت، روز و هفته یکبار انجام می‌شود برای اهداف نگهداری و اندازه‌گیری‌هایی که در طول ماه‌ها یا حتی سال‌ها انجام می‌شود برای استقرار، ارتقاء و گسترش شبکه برای مدت‌های طولانی استفاده می‌شود. برای تعیین ترافیک مرجع عادی برای یک شبکه، اتحادیه مخابرات جهانی (ITU) توصیه می‌کند که یک تحلیل‌گر ترافیک شبکه باید اندازه‌گیری‌ها را برای پرفروش‌ترین ساعت هر روز به مدت یک سال کامل انجام دهد. ساعت پرسرمایه به عنوان چهار ربع پشت سر همی تعریف شده که شدت ترافیک آن بزرگترین است. اندازه‌گیری‌هایی که در خارج از ساعت پرسرمایه انجام می‌شود ممکن است صرف‌نظر شود. سپس سرریز ترافیک مرجع با محاسبه میانگین شدت ترافیک سی روز برتر در سال محاسبه می‌شود. اندازه‌گیری‌های انجام شده در روزهای جداگانه ممکن است نادیده گرفته شود. این موجب می‌شود که شدت ترافیک بالا معمول در شبکه مشخص شود و به مدیران شبکه امکان تصمیم‌گیری استراتژیک بلندمدت بدهد.

## مفروضات ساخته شده در هنگام محاسبه مدارهای مورد نیاز
برای انجام محاسبات در شبکه های سوئیچ مدار چندین فرض وجود دارد:
- تماس‌های ورودی از توزیع پواسون پیروی می‌کنند
- زمان نگهداری از توزیع نمایی منفی پیروی می کند
- تماس های مسدود شده از بین می روند یا سرریز می شوند
- تعادل آماری وجود دارد

این مفید است که به یاد داشته باشیم که اندازه‌گیری‌ها میانگین هستند و این روند عمدتاً اختلافات بسیار کوتاه مدت در ترافیک را نادیده می‌گیرد، اما همچنان اجازه تلفات کوچک اما محسوس را می‌دهد. فرضیات فوق دقیق هستند اگر به شبکه‌های تغییرگر مدار اعمال شوند؛ با این حال، آنها هنگام برنامه‌ریزی برای ترافیک داده، تبادلات کوچک و اوج‌های ناگهانی در ترافیک مانند آنچه توسط مسابقات تلویزیونی و رادیویی ایجاد می‌شود، شکست می‌خورند.

## خطاهای اندازه گیری ترافیک
خطاهای اندازه‌گیری به دلیل نقص‌های تجهیزات یا محدودیت‌های طراحی تجهیزات ایجاد می‌شوند. پنج خطای زیر نمونه‌هایی از برخی انواع خطاهایی هستند که ممکن است رخ دهند:
- خطاهای پس از پردازش - این خطاها توسط اپراتورها هنگام تجزیه و تحلیل داده های اندازه گیری شده ایجاد می شود.
- خطاهای پیش پردازش - این خطاها توسط رایانه ها هنگام کامپایل داده ها برای اپراتورها ایجاد می شود
- خطاهای آماری - این خطاها ناشی از میانگین های اندازه گیری ترافیک و این واقعیت است که اندازه گیری ها از نمونه های گسسته انجام می شود.
- خطاهای پایگاه داده - این خطاها زمانی وجود دارند که خطاها به دلیل نقص در ذخیره سازی اطلاعات ایجاد شوند.
- خطاهای تفسیری - این خطاها زمانی رخ می دهند که تحلیلگران داده ها را اشتباه تفسیر کنند